# Chavannes-les-Grands
Pour les articles homonymes, voir Chavannes.
Chavannes-les-Grands est une commune française située dans le département du Territoire de Belfort, la région culturelle et historique de Franche-Comté et la région administrative Bourgogne-Franche-Comté. 
Elle fait partie du canton de Grandvillars.

## Géographie
Le village est situé à 19 km de Belfort, à la limite avec l'Alsace et faisait d'ailleurs partie du canton de Dannemarie avant 1871.

### Climat
Pour des articles plus généraux, voir Climat de la Bourgogne-Franche-Comté et Climat du Territoire de Belfort.
En 2010, le climat de la commune est de type climat des marges montargnardes, selon une étude du Centre national de la recherche scientifique s'appuyant sur une série de données couvrant la période 1971-2000. En 2020, Météo-France publie une typologie des climats de la France métropolitaine dans laquelle la commune est exposée à un climat semi-continental et est dans la région climatique  Vosges, caractérisée par une pluviométrie très élevée (1 500 à 2 000 mm/an) en toutes saisons et un hiver rude (moins de 1 °C). 
Pour la période 1971-2000, la température annuelle moyenne est de 9,6 °C, avec une amplitude thermique annuelle de 17,5 °C. Le cumul annuel moyen de précipitations est de 955 mm, avec 10,6 jours de précipitations en janvier et 10 jours en juillet. Pour la période 1991-2020, la température moyenne annuelle observée sur la station météorologique de Météo-France la plus proche, « Novillard_sapc », sur la commune de Novillard à 6 km à vol d'oiseau, est de 10,7 °C et le cumul annuel moyen de précipitations est de 909,2 mm. 
La température maximale relevée sur cette station est de 38 °C, atteinte le 4 août 2022 ; la température minimale est de −18,1 °C, atteinte le 20 décembre 2009,,. 
Les paramètres climatiques de la commune ont été estimés pour le milieu du siècle (2041-2070) selon différents scénarios d'émission de gaz à effet de serre à partir des nouvelles projections climatiques de référence DRIAS-2020. Ils sont consultables sur un site dédié publié par Météo-France en novembre 2022.

## Urbanisme

### Typologie
Au 1er janvier 2024, Chavannes-les-Grands est catégorisée commune rurale à habitat dispersé, selon la nouvelle grille communale de densité à sept niveaux définie par l'Insee en 2022.
Elle est située hors unité urbaine et hors attraction des villes,.

### Occupation des sols
L'occupation des sols de la commune, telle qu'elle ressort de la base de données européenne d’occupation biophysique des sols Corine Land Cover (CLC), est marquée par l'importance des territoires agricoles (64,8 % en 2018), en diminution par rapport à 1990 (66 %). La répartition détaillée en 2018 est la suivante : 
terres arables (41,9 %), forêts (28,4 %), zones agricoles hétérogènes (12,3 %), prairies (10,6 %), zones urbanisées (5,2 %), eaux continentales (1,7 %). L'évolution de l’occupation des sols de la commune et de ses infrastructures peut être observée sur les différentes représentations cartographiques du territoire : la carte de Cassini (XVIIIe siècle), la carte d'état-major (1820-1866) et les cartes ou photos aériennes de l'IGN pour la période actuelle (1950 à aujourd'hui).

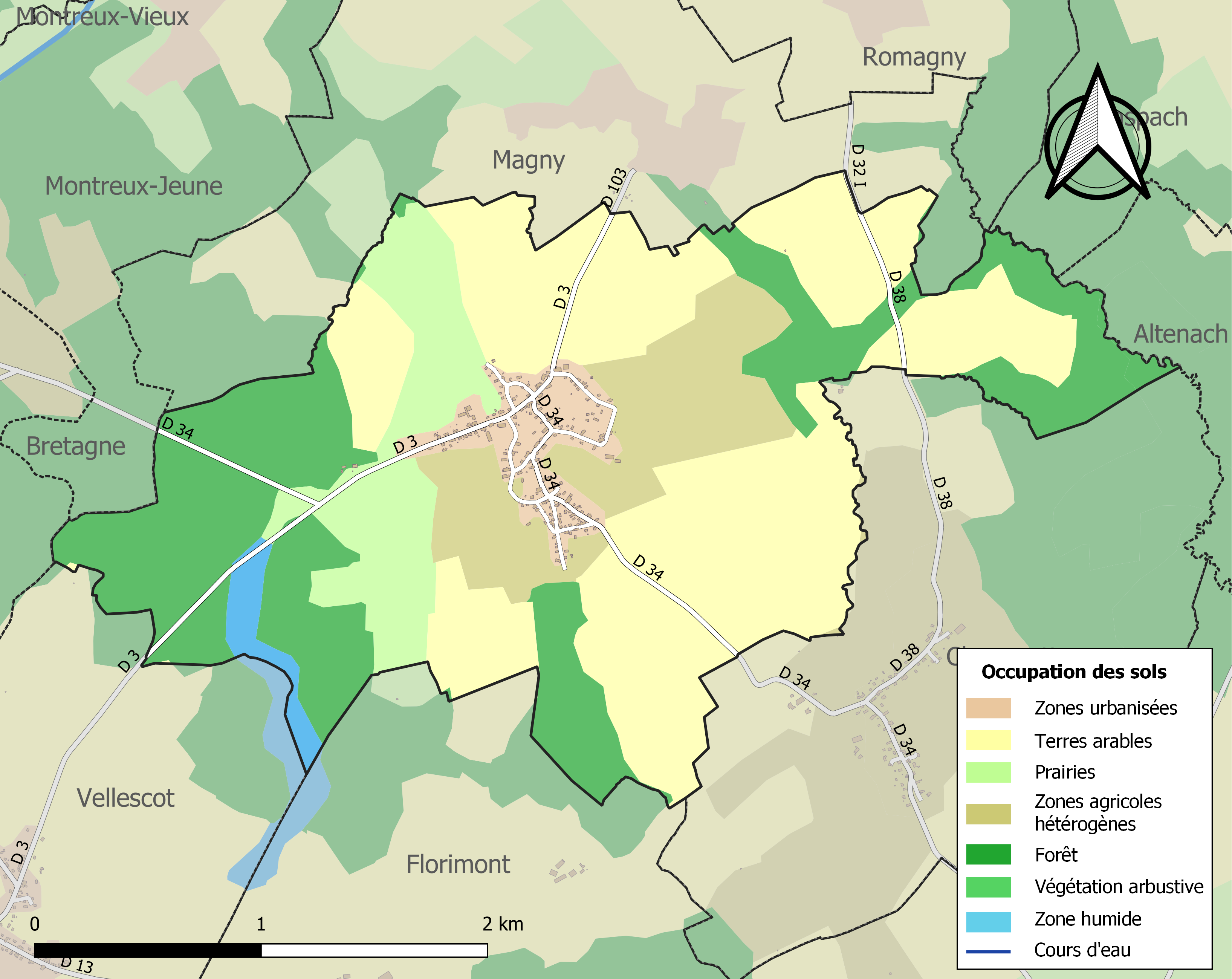
Carte des infrastructures et de l'occupation des sols de la commune en 2018 (CLC).

## Toponymie
Le nom du village est cité pour la première fois en 1291. Il fut germanisé en Gross-Schaffnat pendant la domination autrichienne, entre 1347 et 1648[réf. nécessaire].
- Zu grossen Chaffenat/Schaffenat (1458), Schafnat (1576), Tschaffenat (1662), Chavanne les Grands (1793).
- En allemand : Gross-Schaffnat[13].

## Politique et administration
| Période                                  | Période  | Identité            | Étiquette | Qualité |
| ---------------------------------------- | -------- | ------------------- | --------- | ------- |
| Les données manquantes sont à compléter. |          |                     |           |         |
| 1936                                     | 1945     | Charles Coquerille  |           |         |
| 1945                                     | 1949     | Eugène Menétré      |           |         |
| 1949                                     | 1951     | Gaston Rossé        |           |         |
| 1951                                     | 1955     | François Coquerille |           |         |
| 1955                                     | 1989     | Henri Conrad        |           |         |
| 1989                                     | 2001     | Jean-Paul Becker    |           |         |
| 2001                                     | En cours | Gérard Fesselet     |           |         |

## Population et société

### Démographie
L'évolution du nombre d'habitants est connue à travers les recensements de la population effectués dans la commune depuis 1793. Pour les communes de moins de 10 000 habitants, une enquête de recensement portant sur toute la population est réalisée tous les cinq ans, les populations de référence des années intermédiaires étant quant à elles estimées par interpolation ou extrapolation. Pour la commune, le premier recensement exhaustif entrant dans le cadre du nouveau dispositif a été réalisé en 2007.

En 2022, la commune comptait 343 habitants, en évolution de +1,78 % par rapport à 2016 (Territoire de Belfort : −2,78 %, France hors Mayotte : +2,11 %).
| 1793 | 1800 | 1806 | 1821 | 1831 | 1836 | 1841 | 1846 | 1851 |
| ---- | ---- | ---- | ---- | ---- | ---- | ---- | ---- | ---- |
| 363  | 390  | 422  | 458  | 485  | 447  | 458  | 486  | 484  |

| 1856 | 1861 | 1866 | 1872 | 1876 | 1881 | 1886 | 1891 | 1896 |
| ---- | ---- | ---- | ---- | ---- | ---- | ---- | ---- | ---- |
| 434  | 407  | 379  | 415  | 459  | 447  | 436  | 411  | 400  |

| 1901 | 1906 | 1911 | 1921 | 1926 | 1931 | 1936 | 1946 | 1954 |
| ---- | ---- | ---- | ---- | ---- | ---- | ---- | ---- | ---- |
| 356  | 348  | 338  | 260  | 272  | 260  | 255  | 180  | 213  |

| 1962 | 1968 | 1975 | 1982 | 1990 | 1999 | 2006 | 2007 | 2012 |
| ---- | ---- | ---- | ---- | ---- | ---- | ---- | ---- | ---- |
| 230  | 246  | 239  | 293  | 305  | 292  | 310  | 313  | 322  |

| 2017 | 2022 | - | - | - | - | - | - | - |
| ---- | ---- | - | - | - | - | - | - | - |
| 338  | 343  | - | - | - | - | - | - | - |

### Enseignement
L'école de Chavannes-les-Grands fait partie du RPI (regroupement pédagogique intercommunal) du Sundgau avec Chavanatte, Suarce et Lepuix-Neuf.

## Culture locale et patrimoine

### Lieux et monuments

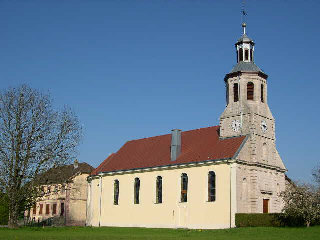
L'église Sainte-Odile.

L'église paroissiale est dédiée à sainte Odile, patronne de l'Alsace.

### Héraldique
| Blason de Chavannes-les-Grands | Blason  | D'or à un lion couronné de sable, à la bordure engrêlée d'azur. |
| Blason de Chavannes-les-Grands | Détails | Le statut officiel du blason reste à déterminer.                |

## Pour approfondir